# Una donna
Una donna è un romanzo di Sibilla Aleramo composto tra il 1901 e il 1904 che ebbe immediata fortuna soprattutto per il tema affrontato. Si tratta infatti di uno dei primi libri femministi apparsi in Italia.
Il romanzo all'inizio venne rifiutato dagli editori Treves, Baldini & Castoldi e fu pubblicato da STEN Società Tipografica Editrice Nazionale (già Roux e Viarengo) nel novembre del 1906 anche se riportava la data del 1907.
Il romanzo è chiaramente autobiografico ed è composto di tre parti ed in esso la protagonista narra in prima persona la sua vita, partendo dagli anni della fanciullezza fino alla maturità.
Esso fu tradotto, fra l'altro, in francese, in tedesco, in inglese, spagnolo, svedese, polacco, danese, olandese e sardo nella variante campidanese.

## Trama del romanzo
Nelle prime pagine emerge la figura paterna e l'autrice rievoca il suo rapporto con il padre che ha per lei una grande preferenza e che le trasmette gli ideali di forza e indipendenza nei quali egli crede.
Il contatto con la madre appare invece più sbiadito perché con lei la fanciulla non riesce ad entrare pienamente in contatto e ne giudica il carattere debole e sottomesso.
Quando Sibilla ha circa otto anni, il padre, il quale è un ingegnere, decide di lasciare Milano per andare a dirigere una fabbrica di bottiglie nelle Marche, sulla costa adriatica, a Portocivitanova - ora Civitanova Marche - e così tutta la famiglia si trasferisce.Sibilla è felice e con tutto l'entusiasmo e la curiosità dei suoi dodici anni collabora in modo attivo alla fabbrica come segretaria suscitando nella gente del paese meraviglia e critiche per il suo atteggiamento anticonvenzionale e sprezzante tra gli operai.
Tra il padre e la madre della protagonista intanto si accumulano le tensioni già esistenti nel periodo milanese che sfociano in un tentato suicidio della madre, la quale sopravvive, ma rimane vittima di una demenza progressiva che la porterà ad essere ricoverata nel manicomio di Macerata, dove vivrà fino alla morte, abbandonata da tutta la sua famiglia.
La ragazza scopre poi che il padre ha una relazione extraconiugale e da quel momento prende verso di lui una posizione aperta e giudicante che causerà la rottura del rapporto affettivo con lui.
Questa brusca realtà e l'inizio di una storia amorosa con un giovane impiegato della fabbrica e la violenza sessuale della quale è vittima, fanno entrare con durezza la protagonista nel mondo adulto.
L’avventura amorosa col collega sfocia in un matrimonio vissuto senza gioia, anche perché il marito si dimostra ben presto una persona meschina e molto lontana dai suoi interessi.
Nascerà un bambino che non servirà a modificare la situazione tra i coniugi.
Per aver risposto alle attenzioni di un uomo, il marito la maltratta brutalmente e la chiude in casa per un certo periodo durante il quale lei si rende conto che il suo vero ed unico affetto è il bambino, ma la depressione aumenta e, in un momento di sconforto, tenta il suicidio.
A causa di un dissapore con il suocero, il marito decide di lasciare la fabbrica e di trasferirsi a Roma con la moglie e il figlioletto.
L'avvio di una collaborazione giornalistica con una rivista femminile rende maggiormente cosciente la protagonista che una donna deve poter esprimere anche al di fuori della famiglia la sua identità e conquistarsi una vita indipendente.
Il pensiero della madre, che ha sacrificato ai figli e ad un uomo-padrone la sua esistenza infelice, l'aiuta a ripercorrere un cammino difficile ma necessario di rigenerazione.
Conosce un uomo che ha intrapreso un cammino di ricerca spirituale e trova conforto nella conversazione con lui, ma il marito, sospettoso di quella relazione, la maltratta nuovamente e l'unico motivo che la trattiene dal lasciare il tetto coniugale è il timore di non riuscire a portare con sé il bambino.
Il marito la minaccia, se vuole andarsene non avrà mai il bambino.
Una notte lei lo sente invocare il nome di una sua amica e capisce che l'uomo si era innamorato della sua collega della rivista. Decide di lasciarlo per non ripetere una via di secolare soggezione e per dignità verso sé stessa. Dopo un doloroso percorso interiore, decide quindi di abbandonare la casa e il bambino al quale è dedicato il libro nella speranza che possa comprendere la tormentata strada che l'autrice-protagonista ha sentito di dover percorrere.
Il romanzo rappresenta molto fedelmente la vita dell'autrice, che si firma per la prima volta con il nome di Sibilla Aleramo, ma pur essendo una autobiografia è strutturato con un impianto letterario tale da poter essere considerato, come dice Maria Corti, un vero romanzo.

## Adattamenti
Nel 1977 è stato tratto dal romanzo uno sceneggiato televisivo omonimo prodotto dalla Rai per la regia di Gianni Bongioanni e la sceneggiatura di Bongioanni stesso e di Carlotta Wittig, con protagonista Giuliana De Sio, e interpretato anche da Ileana Ghione, Biagio Pelligra, Ivo Garrani, Emilio Cigoli.